# Партизани (Тулћа)
Партизани (рум. Partizani) насеље је у Румунији у округу Тулћа у општини Малиук. Oпштина се налази на надморској висини од 5 m.

## Становништво
Према подацима из 2002. године у насељу је живело 483 становника, од којих су сви румунске националности.